# Чіді Нвану
Чіді Нвану (англ. Chidi Nwanu, нар. 1 січня 1967, Порт-Гаркорт) — нігерійський футболіст, що грав на позиції захисника.
Виступав, зокрема, за клуб «Беверен», а також національну збірну Нігерії.

## Клубна кар'єра
У дорослому футболі дебютував 1983 року виступами за команду «Еньїмба», в якій того року взяв участь у -1 матчі чемпіонату.
Згодом з 1984 по 1991 рік грав у складі команд «Спартанс», «АКБ Лагос», «Вестерло» та «Діст».
Своєю грою за останню команду привернув увагу представників тренерського штабу клубу «Беверен», до складу якого приєднався 1991 року. Відіграв за команду з Беверена наступні три сезони своєї ігрової кар'єри. Більшість часу, проведеного у складі «Беверена», був основним гравцем захисту команди.
Протягом 1994—1997 років захищав кольори клубів «Андерлехт», «Сент-Трюйден» та «Андерлехт».
Завершив ігрову кар'єру у команді «Валвейк», за яку виступав протягом 1997—1998 років.

## Виступи за збірну
У 1988 році дебютував в офіційних матчах у складі національної збірної Нігерії.
У складі збірної був учасником чемпіонату світу 1994 року у США.
Загалом протягом кар'єри в національній команді, яка тривала 10 років, провів у її формі 20 матчів.